# Rio Mau (Vila Verde)
Rio Mau is een plaats (freguesia) in de Portugese gemeente Vila Verde en telt 738 inwoners (2001).